# ダニエル・イガリ
ダニエル・イガリ（Baraladei Daniel Igali、1974年2月3日 - ）は、カナダのレスリング選手。2000年シドニーオリンピックレスリングフリースタイル69kg級の金メダリストである。ナイジェリアのバイエルサ州出身。1994年にカナダのビクトリアで開催されたコモンウェルスゲームズのナイジェリア選手団の一員として来加。そのまま、難民の地位を求めてカナダにとどまり続け、1998年にカナダの市民権を得た。
2004年アテネオリンピックでは、フリースタイル74kg級に出場。ベスト8に残るが、銅メダルを獲得したキューバのイバン・フンドラに敗れた。

## 実績
- オリンピック
  - 2000年シドニーオリンピック　金メダル
- 世界選手権
  - 優勝　1999年